# Berbersdorf (Striegistal)
Berbersdorf ist ein Ortsteil der Gemeinde Striegistal im Landkreis Mittelsachsen, Freistaat Sachsen. Der Ort mit seinem Ortsteil Schmalbach schloss sich am 1. Januar 1994 mit drei weiteren Orten zur Gemeinde Striegistal zusammen, die wiederum am 1. Juli 2008 um die Gemeinde Tiefenbach erweitert wurde.

## Geographische Lage

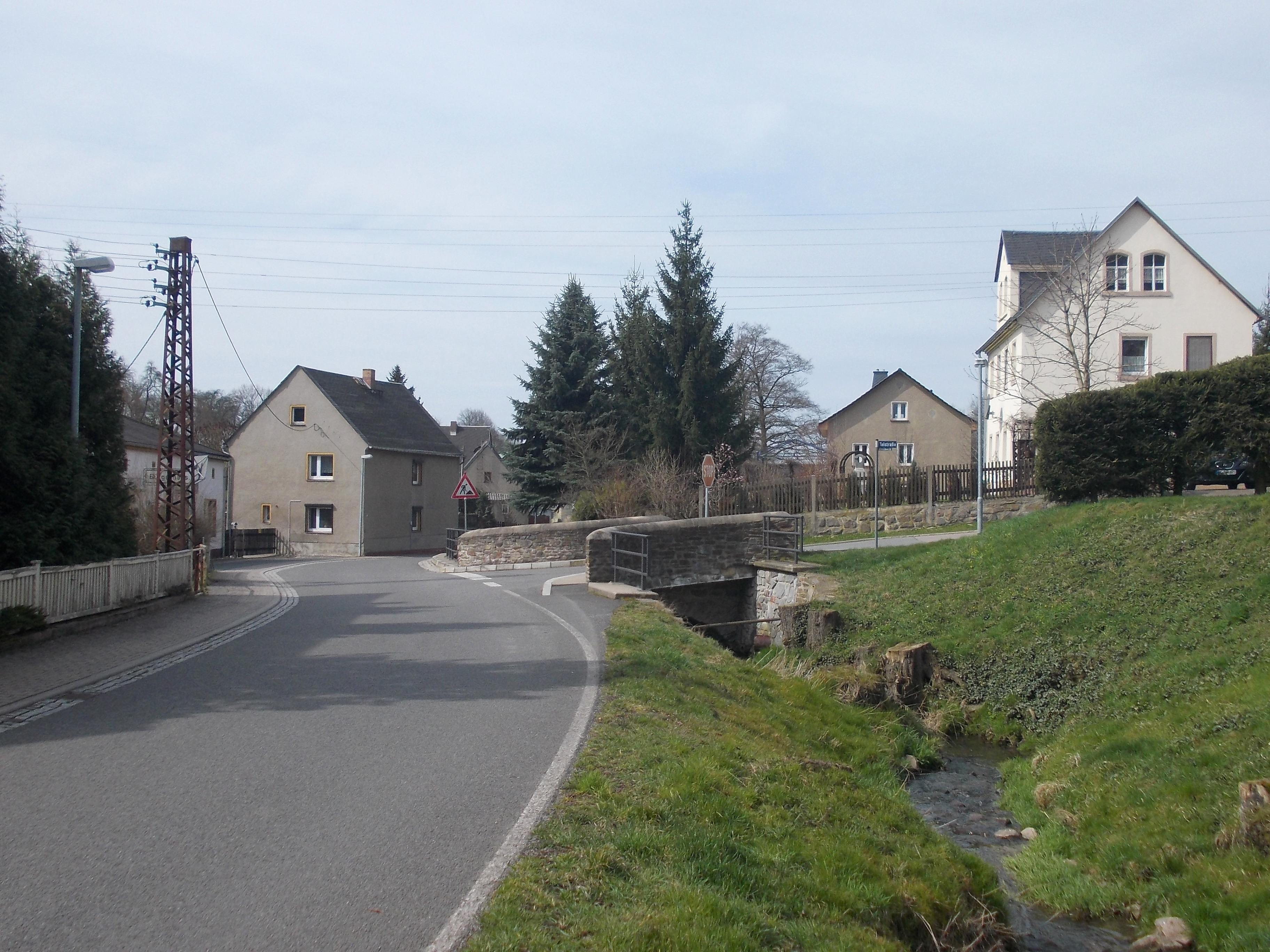
Am Berbersdorfer Bach

### Geographie und Verkehr
Berbersdorf liegt im Zentrum der Gemeinde Striegistal in einer Senke am Unterlauf des Berbersdorfer Baches, einem Zufluss der Striegis. Westlich des Orts vereinigen sich die Große und Kleine Striegis zur Striegis. Im Tal der Striegis befindet sich nordwestlich des Orts der Aussichtspunkt „Hoher Stein“. Die Entfernung zur Landeshauptstadt Dresden beträgt etwa 40 km, nach Chemnitz sind es rund 30 km. Leipzig ist über die A 14 ungefähr 100 km entfernt.
Südlich von Berbersdorf verläuft die Bundesautobahn 4 mit der gleichnamigen Anschlussstelle 74 „Berbersdorf“. Zwischen 1874 und 2001 besaß Berbersdorf einen Bahnhof an der Bahnstrecke Roßwein–Niederwiesa im Tal der Striegis. Der Personenverkehr endete zum 24. Mai 1998; der Güterverkehr zum 1. Januar 2000. Inzwischen ist der Abschnitt zwischen Roßwein und Hainichen stillgelegt und abgebaut. Als Ersatzverkehr für die Bahn verkehrt am Wochenende die Buslinie 616, welche gleichzeitig eine touristische Linie darstellt. Weitere Buslinien, die Berbersdorf bedienen, sind die Linien 690 und 695. Auf der Bahntrasse soll seit vielen Jahren ein Radwanderweg von Hainichen nach Roßwein errichtet werden. Das scheiterte bisher am Einspruch von Naturschützern.

### Nachbarorte
| Böhrigen | Etzdorf                                     |            |
| Arnsdorf | Kompassrose, die auf Nachbargemeinden zeigt | Schmalbach |
| Kaltofen | Pappendorf                                  | Goßberg    |

## Geschichte

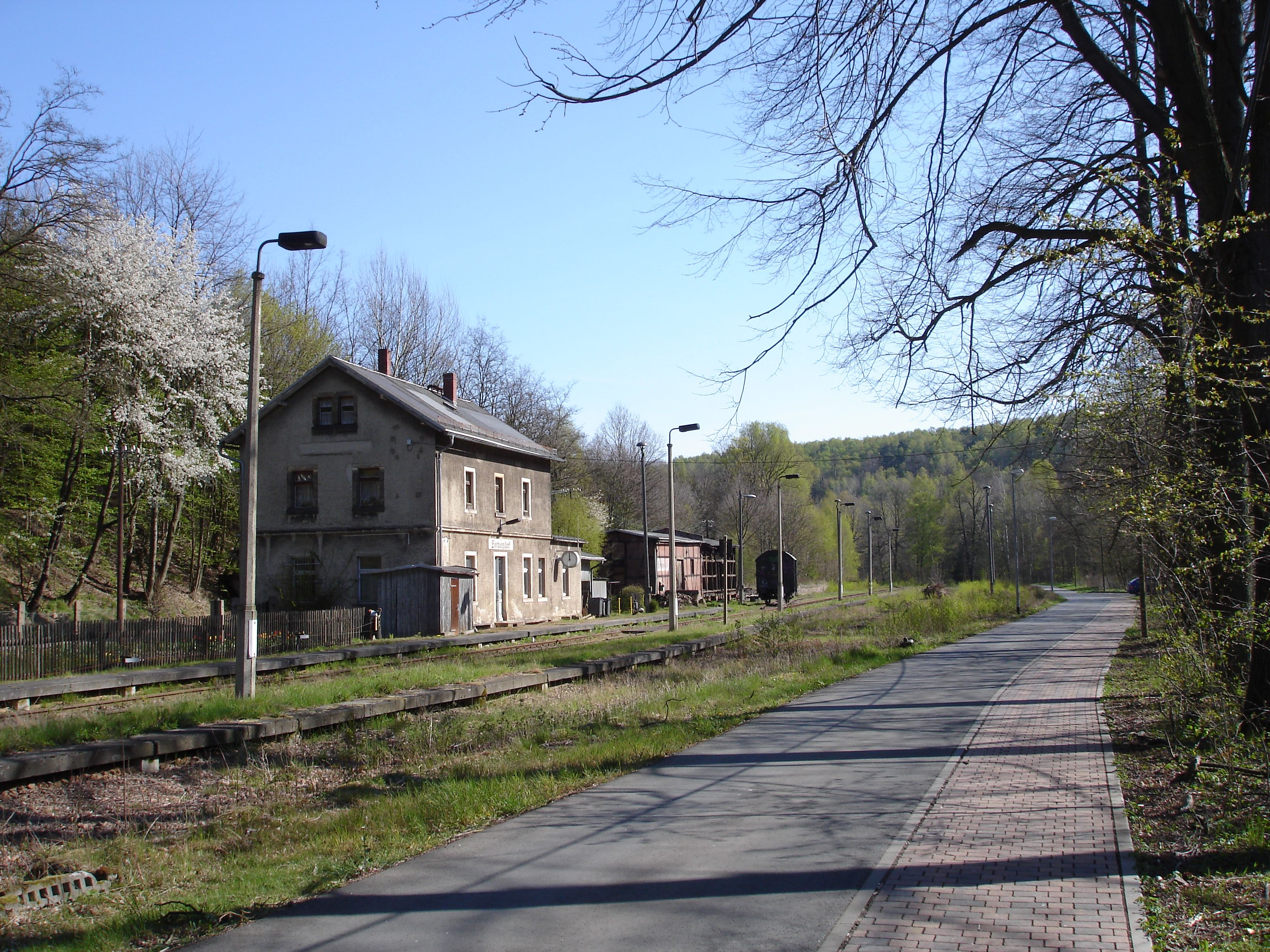
Der ehemalige Bahnhof Berbersdorf im Tal der Striegis

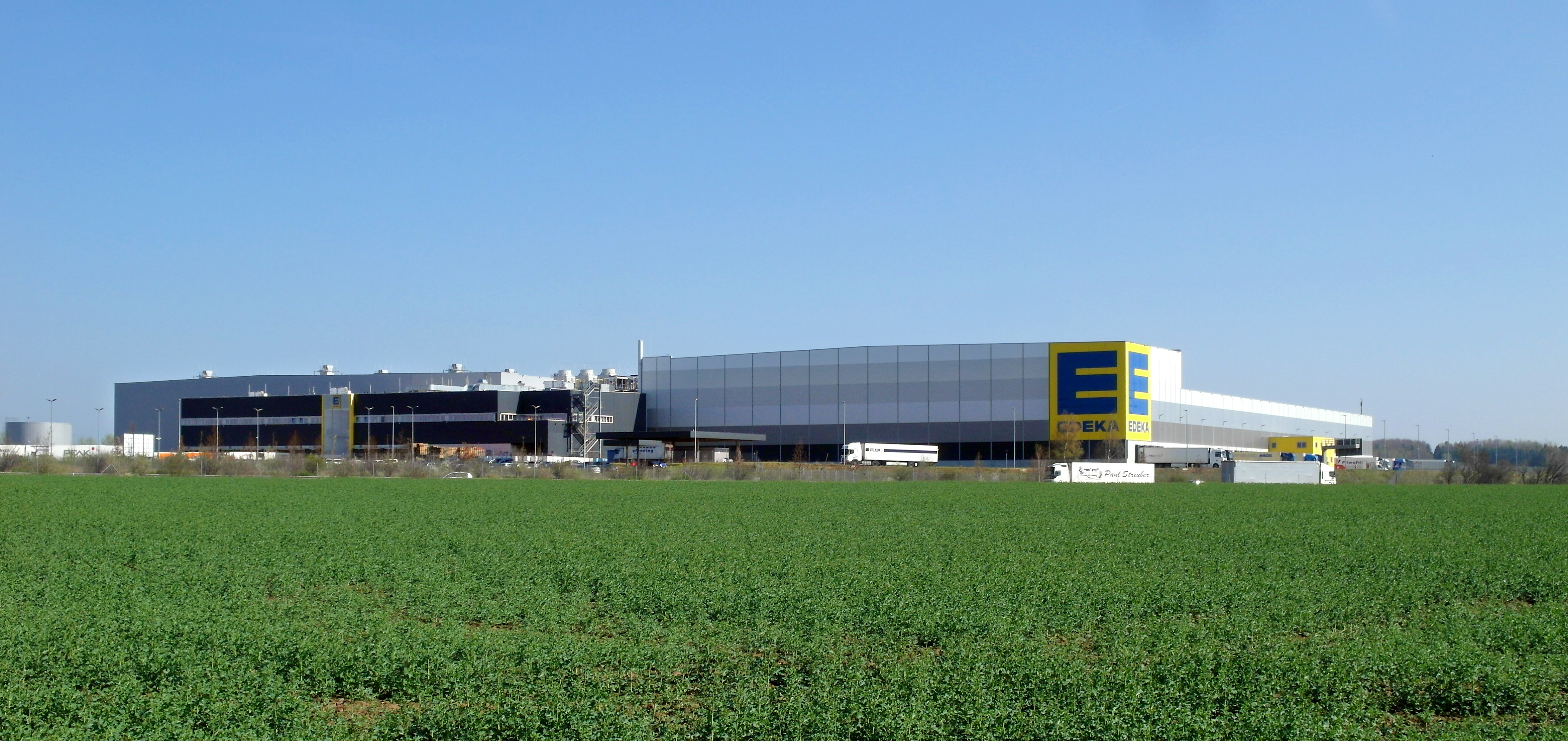
EDEKA Zentrallager Sachsen

Berbersdorf wurde kurze Zeit vor dem Jahr 1162 als zweiseitiges Reihendorf mit Waldhufenflur im Rahmen der Deutschen Ostsiedlung auf Veranlassung von Markgraf Otto von Wettin gegründet. Es gehört zu den Dörfern, die dem Kloster Altzella im Jahr 1162 gestiftet wurden. Erstmals urkundlich erwähnt wurde Berbersdorf erst im Jahr 1428 (siehe unten) als „Berbirsdorff“. 1510 wird die Mühle genannt. Berbersdorf ist seit jeher nach Pappendorf gepfarrt.
Nach der Reformation und der damit einhergehenden Säkularisation des Klosters Altzella im Jahr 1540 wurde nach kurzer Übergangszeit Ulrich von Mordeisen Grundherr des Dorfes. Nach seinem Ableben verkaufte sein Sohn Rudolf Mordeisen das Dorf an den Kurfürsten Christian I. von Sachsen. Der Kaufvertrag vom 5. Juli 1587 ist erhalten. Das Dorf wurde somit Amtsdorf im kursächsischen bzw. königlich-sächsischen Amt Nossen, zu welchem es bis 1856 gehörte. Ab 1856 gehörte Berbersdorf zum Gerichtsamt Hainichen und ab 1875 zur Amtshauptmannschaft Döbeln, welche 1939 in Landkreis Döbeln umbenannt wurde. Im Jahr 1874 erhielt Berbersdorf einen Bahnhof an der Bahnstrecke Roßwein–Niederwiesa, welcher im Jahr 2001 mit Stilllegung des Abschnitts Roßwein–Niederwiesa geschlossen wurde.
Am 1. Juli 1950 wurde das nach Marbach gepfarrte Dorf Schmalbach in die Gemeinde Berbersdorf eingemeindet. Mit der zweiten Kreisreform in der DDR 1952 wurde die Gemeinde Berbersdorf dem neu gegründeten Kreis Hainichen im Bezirk Chemnitz (1953 in Bezirk Karl-Marx-Stadt umbenannt) angegliedert, der ab 1990 als sächsischer Landkreis Hainichen fortgeführt wurde und 1994 im Landkreis Mittweida und 2008 im Landkreis Mittelsachsen aufging.
Am 1. Januar 1994 schloss sich die Gemeinde Berbersdorf mit dem Ortsteil Schmalbach mit den Gemeinden Goßberg, Mobendorf und Pappendorf (mit Kaltofen) zur Gemeinde Striegistal zusammen. Diese schloss sich wiederum am 1. Juli 2008 mit der Gemeinde Tiefenbach zur neuen Gemeinde Striegistal zusammen.

### Ortsnamenformen
Die Schreibweise des Ortsnamens Berbersdorf hat im Laufe der Geschichte variiert. Folgende Formen sind aus historischen Quellen überliefert.
- 1428 Berbirsdorff
- 1449 Berwerstorff
- 1510 Berbistorff
- 1814 Berbersdorf, Berbsdorf

Der Ortsname geht auf einen Personennamen zurück, dessen zweiter Teil sich heute nicht mehr mit Sicherheit angeben lässt. Berbersdorf war das Dorf eines Ber(n)ward, Berwig oder ähnlich.
Dabei könnte es sich um den Vertreter der Siedlergemeinde, den ersten Ortsrichter gehandelt haben.

### Notwendige Anmerkung
Einer Tradition folgend, wird in Berbersdorf in regelmäßigen Abständen ein Jahrestag der ersten urkundlichen Erwähnung des Dorfes im Jahr 1168 gefeiert. Eigenartig ist, dass sich in der Vergangenheit niemand für den Inhalt dieser Urkunde interessierte. Man hätte schnell bemerkt: es gibt keine diesbezügliche Urkunde aus dem Jahr 1168.
Beim Abriss einer Kirchenwand im Amt Meißen wurde im Jahr 1769 ein Holzkästchen gefunden, darinnen eine Urkunde mit dem Siegel von Markgraf Otto aus dem Jahr 1186. In dieser Urkunde wird ein Everberrindorf genannt. Die 1889 geäußerte Annahme der Historiker, es handle sich um Berbersdorf, erwies sich als falsch. So schrieb beispielsweise Richard Witzsch 1929 in seinem in der Region allgemein bekannten Büchlein „Die Dörfer an der Striegis“: „Die Deutung des Namens Everberrindorf = Berbersdorf ist ein Irrtum“.
Vertauscht man die letzten beiden Ziffern von 1186 erhält man 1168! So kam es, dass man die Feiern auf zweifachem Irrtum gründete: Falsche Urkunde und Zahlendreher.
Die erste urkundliche Erwähnung von Berbersdorf erfolgte im Jahr 1428, 260 Jahre nach 1168.

## Sehenswürdigkeiten

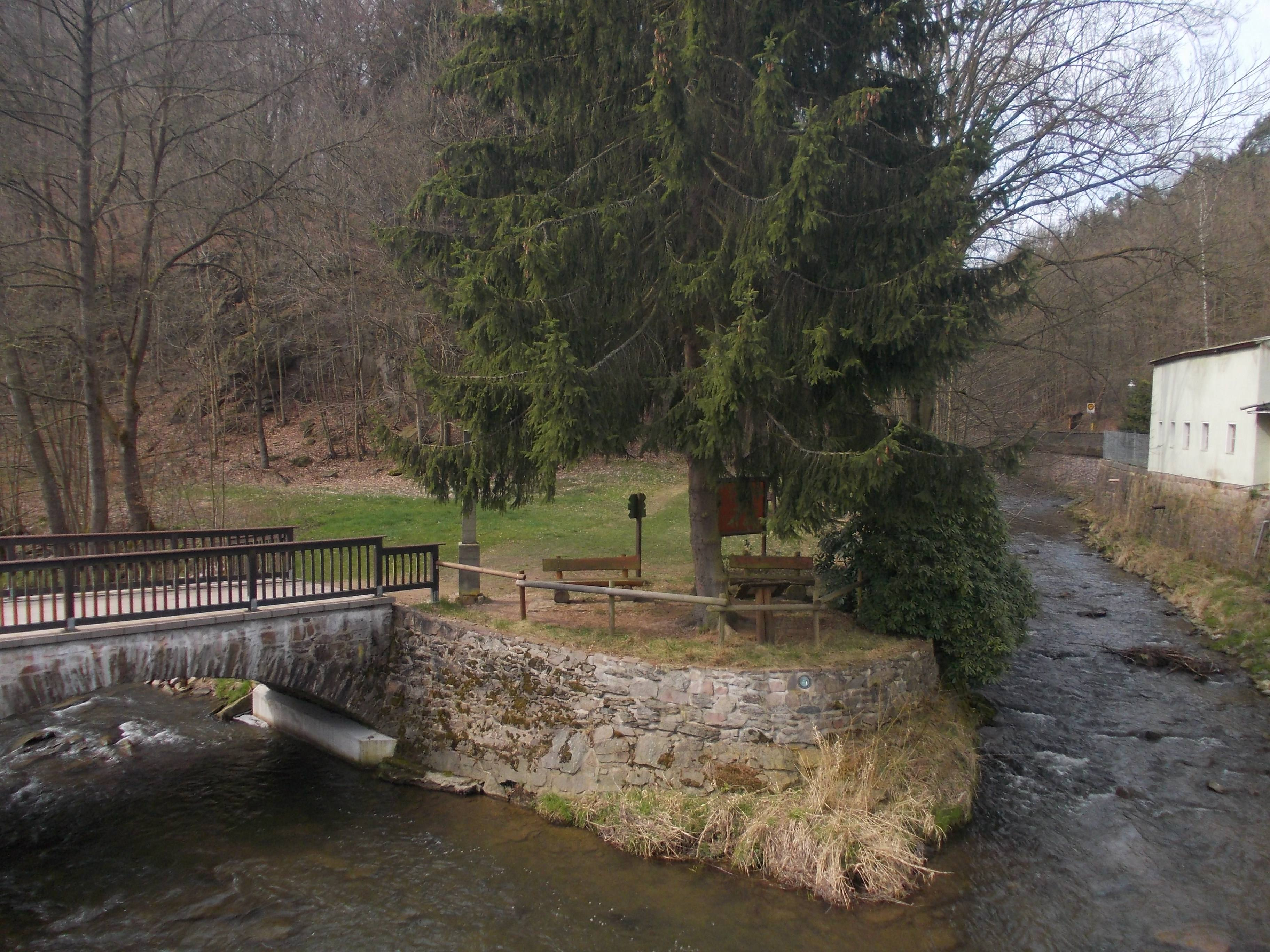
Zusammenfluss von Großer und Kleiner Striegis

- Landschaftsschutzgebiet Striegistäler
- Landschaftsschutzgebiet Tiefenbach
- Flächennaturdenkmal Kalkbrüche Berbersdorf mit Bergbaurelikten, ehemaliges Kalkbrennerhaus (heute Gaststätte)
- Zusammenfluss von Großer Striegis und Kleiner Striegis       mit Hochwasser-Gedenksäule
- Postmeilensäule, Viertelmeilenstein (Nachbildung) an der Auffahrt zur A4
- mehrere Rundwanderwege, ausgeschilderte Parkplätze

## Persönlichkeiten

### Söhne und Töchter des Ortes
Hermann Franz Gerhard Starke (* 16. August 1916 in Berbersdorf (Striegistal); † 24. Mai 1996 in Berlin) war ein deutscher Journalist.